# Nauheim (Hünfelden)
Nauheim ist einer von sieben Ortsteilen von Hünfelden im mittelhessischen Landkreis Limburg-Weilburg.

## Geographie
Die Nauheimer Gemarkung beschreibt eine grobe Vierecksform mit langgezogener Spitze nach Süden. Von Norden grenzt sie im Uhrzeigersinn an Niederbrechen und Werschau sowie an die Hünfeldener Ortsteile Neesbach, Heringen und Mensfelden.
Die Gemarkung besteht nahezu ausschließlich aus landwirtschaftlich genutzter Fläche, abgesehen von etwas Heckenflächen auf dem Nauheimer Kopf, dem mit 265 Metern höchsten Punkt der Gemarkung, etwas nördlich des Orts. Insgesamt liegt der Nordteil der Gemarkung hügelig und höher gelegen, während sich im Süden ein relativ flaches Gebiet befindet. Südwestlich des Orts verläuft die Bundesstraße 417.

## Geschichte
Schon im Jahr 784 kam die Nievenheimer Mark vor. Die älteste bekannte Erwähnung des Orts Nauheim stammt aus dem Jahr 1235, es ist aber anzunehmen, dass er erheblich älter ist. Kern des Orts war ein Fronhof, bei dem es sich um eine merowingische Gründung handeln dürfte. Ein Grund für die Entstehung dürfte die Lage an der Hünerstraße gewesen sein. Nauheim gehörte ebenso wie der eng verbundene Nachbarort Neesbach zum Niederlahngau und später zur Grafschaft Diez. Im 14. Jahrhundert war Nauheim Hauptort eines Zentgerichts, zu dem mehrere umliegende Orte gehörten. 1355 teilte Diez am Ende eines Rechtsstreits den Ort Nassau hälftig mit der Weilburger Linie des Hauses Nassau. Zudem wechselte der Gerichtssitz nach Kirberg. In Nauheim blieb ein untergeordnetes Hubengericht, das im 17. Jahrhundert erlosch. Nauheim war mit Neesbach und Werschau Mitglied einer Markgenossenschaft, die ein von Kirberg und Heringen bis zum heutigen Panrod reichendes Waldgebiet umfasste. Vermutlich wurde diese Mark mit der Gründung Panrods (vor dem 14. Jahrhundert) zwischen den Gemeinden aufgeteilt. Noch 1578 sind jedoch ein Märkerding und Weistümer nachgewiesen.
Ab 1388 befand sich auch die andere Hälfte Nauheims im Nassauer Besitz, der allerdings häufig zwischen verschiedenen Linien des Fürstenhauses wechselte. Nassau-Weilburg behielt seine Hälfte Nauheims über Jahrhunderte, verpfändete sie aber mehrfach. Erst im 17. Jahrhundert begannen auch für diese Hälfte des Orts häufige Besitzerwechsel. Mit der Gründung des Herzogtums Nassau 1806 kamen beide Teile Nauheims wieder unter eine Herrschaft.
Kirchlich war Nauheim der Kirche des inzwischen wüsten Orts Bergen (heute in der Gemarkung Werschau) zugeordnet. Spätestens 1262 hatte Nauheim eine eigene Kirche. 1502 wurde ein Pfarrhaus errichtet, 1685 ein Neubau. Die Reformation wurde in Nauheim vermutlich 1535 eingeführt. 1706 wurden die Reste der mindestens seit 1633 unbenutzbaren Kirche abgetragen. 1708 war die heute noch stehende Kirche errichtet.

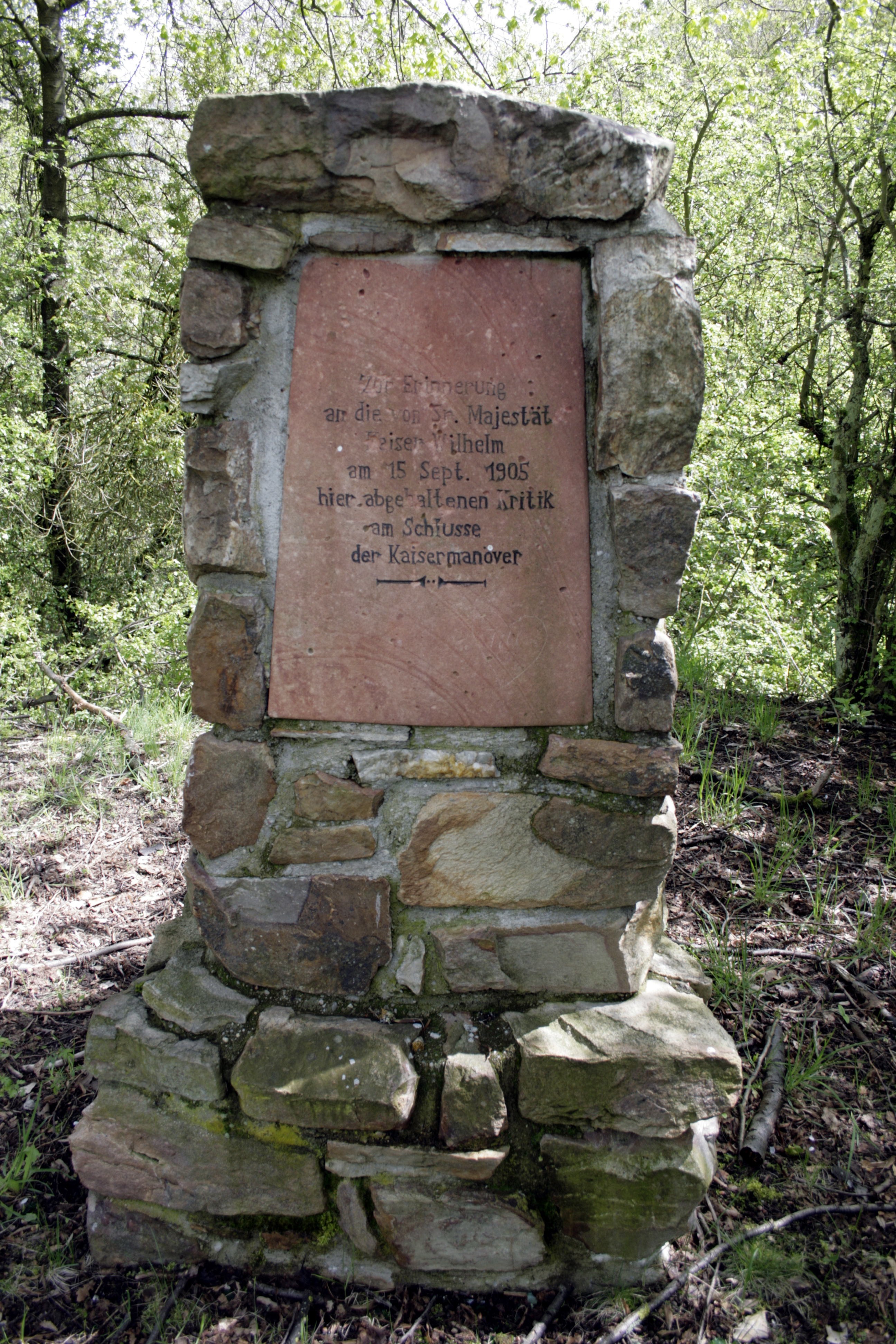
Kaisermanöver-Denkmal auf dem Nauheimer Kopf

Für das Jahr 1579 ist ein so genanntes „Spiellhaus“, ein Gemeindehaus, verbürgt, das später zugleich als Rathaus und Backhaus diente. 1609 entstand das erste Schulhaus.
An ein Kaisermanöver, bei dem Kaiser Wilhelm II. im Jahr 1905 auf dem Nauheimer Kopf eine Manöverkritik abhielt, erinnert heute ein Gedenkstein auf dem Hügel. 1932 wurde ebenfalls auf dem Nauheimer Kopf ein 19 Meter hoher „Leuchtturm“ errichtet, der Nachtflüge auf der Strecke Köln-Frankfurt ermöglichte. Er war bis 1939 im Betrieb und wurde vermutlich um 1953 endgültig abgebaut.
Hessische Gebietsreform (1970–1977)
Zum 1. Oktober 1971 fusionierte Nauheim im Zuge der Gebietsreform in Hessen mit sechs weiteren  bis dahin selbständigen Gemeinden freiwillig zur neuen Gemeinde Hünfelden.
Für die ehemals eigenständigen Gemeinden von Hünfelden wurden je ein Ortsbezirk mit Ortsbeirat und Ortsvorsteher nach der Hessischen Gemeindeordnung gebildet.
Verwaltungsgeschichte im Überblick
Die folgende Liste zeigt die Herrschaftsgebiete und Staaten, in denen Nauheim lag, bzw. die Verwaltungseinheiten, denen es unterstand:
- vor 1806: Heiliges Römisches Reich, Amt Kirberg (halb Fürstentum Nassau-Diez, halb Fürstentum Nassau-Usingen)
- ab 1806: Herzogtum Nassau, Amt Kirberg (Gemeinschaftsbesitz von Nassau-Usingen und Nassau-Oranien)
- ab 1816: Herzogtum Nassau[Anm. 1], Amt Limburg
- ab 1849: Herzogtum Nassau, Kreisamt Limburg[Anm. 2]
- ab 1854: Herzogtum Nassau, Amt Limburg
- ab 1867: Norddeutscher Bund[Anm. 3], Königreich Preußen, Provinz Hessen-Nassau, Regierungsbezirk Wiesbaden, Unterlahnkreis[Anm. 4]
- ab 1871: Deutsches Reich, Königreich Preußen, Provinz Hessen-Nassau, Regierungsbezirk Wiesbaden, Unterlahnkreis
- ab 1886: Deutsches Reich, Königreich Preußen, Provinz Hessen-Nassau, Regierungsbezirk Wiesbaden, Kreis Limburg
- ab 1918: Deutsches Reich, Freistaat Preußen, Provinz Hessen-Nassau, Regierungsbezirk Wiesbaden, Kreis Limburg
- ab 1944: Deutsches Reich, Freistaat Preußen, Provinz Nassau, Landkreis Limburg
- ab 1945: Amerikanische Besatzungszone, Groß-Hessen, Regierungsbezirk Wiesbaden, Landkreis Limburg
- ab 1946: Amerikanische Besatzungszone, Hessen, Regierungsbezirk Wiesbaden, Landkreis Limburg
- ab 1949: Bundesrepublik Deutschland, Hessen, Regierungsbezirk Wiesbaden, Landkreis Limburg
- ab 1968: Bundesrepublik Deutschland, Hessen, Regierungsbezirk Darmstadt, Landkreis Limburg
- ab 1971: Bundesrepublik Deutschland, Hessen, Regierungsbezirk Darmstadt, Landkreis Limburg, Gemeinde Hünfelden[Anm. 5]
- ab 1974: Bundesrepublik Deutschland, Hessen, Regierungsbezirk Darmstadt, Landkreis Limburg-Weilburg, Gemeinde Hünfelden
- ab 1981: Bundesrepublik Deutschland, Hessen, Regierungsbezirk Gießen, Landkreis Limburg-Weilburg, Gemeinde Hünfelden

## Bevölkerung
Einwohnerentwicklung
Die ältesten Angaben über die Nauheimer Bevölkerung stammen von 1512 und weisen zwölf Männer aus. 1629 wurden 24 Mann, 1746 276 Einwohner und 1810 375 Einwohner registriert. Für 1618 sind in Nauheim 34 Haushalte nachgewiesen, 1643 als Folge des Dreißigjährigen Krieges nur noch 15. 1665 lag die Zahl wieder bei 65. Von 1830 bis 1860 wanderten 130 Einwohner nach Amerika aus.
| Nauheim: Einwohnerzahlen von 1834 bis 2019 | Nauheim: Einwohnerzahlen von 1834 bis 2019 | Nauheim: Einwohnerzahlen von 1834 bis 2019 | Nauheim: Einwohnerzahlen von 1834 bis 2019 | Nauheim: Einwohnerzahlen von 1834 bis 2019 |
| --- | ------------------------------------------ | ------------------------------------------ | ------------------------------------------ | ------------------------------------------ |
| Jahr |                                            |                                            |                                            | Einwohner                                  |
| 1834 | 1834                                       |                                            | 577                                        | 577                                        |
| 1840 | 1840                                       |                                            | 569                                        | 569                                        |
| 1846 | 1846                                       |                                            | 605                                        | 605                                        |
| 1852 | 1852                                       |                                            | 638                                        | 638                                        |
| 1858 | 1858                                       |                                            | 605                                        | 605                                        |
| 1864 | 1864                                       |                                            | 614                                        | 614                                        |
| 1871 | 1871                                       |                                            | 557                                        | 557                                        |
| 1875 | 1875                                       |                                            | 516                                        | 516                                        |
| 1885 | 1885                                       |                                            | 565                                        | 565                                        |
| 1895 | 1895                                       |                                            | 572                                        | 572                                        |
| 1905 | 1905                                       |                                            | 576                                        | 576                                        |
| 1910 | 1910                                       |                                            | 558                                        | 558                                        |
| 1925 | 1925                                       |                                            | 554                                        | 554                                        |
| 1939 | 1939                                       |                                            | 562                                        | 562                                        |
| 1946 | 1946                                       |                                            | 700                                        | 700                                        |
| 1950 | 1950                                       |                                            | 749                                        | 749                                        |
| 1956 | 1956                                       |                                            | 669                                        | 669                                        |
| 1961 | 1961                                       |                                            | 635                                        | 635                                        |
| 1967 | 1967                                       |                                            | 712                                        | 712                                        |
| 1970 | 1970                                       |                                            | 745                                        | 745                                        |
| 1980 | 1980                                       |                                            | ?                                          | ?                                          |
| 1990 | 1990                                       |                                            | ?                                          | ?                                          |
| 2000 | 2000                                       |                                            | ?                                          | ?                                          |
| 2011 | 2011                                       |                                            | 903                                        | 903                                        |
| 2019 | 2019                                       |                                            | 882                                        | 882                                        |
| Datenquelle: Historisches Gemeindeverzeichnis für Hessen: Die Bevölkerung der Gemeinden 1834 bis 1967. Wiesbaden: Hessisches Statistisches Landesamt, 1968. Weitere Quellen: LAGIS; nach 1970: Gemeinde Hünfelden Zensus 2011 |                                            |                                            |                                            |                                            |

Einwohnerstruktur 2011
Nach den Erhebungen des Zensus 2011 lebten am Stichtag, dem 9. Mai 2011, in Nauheim 903 Einwohner. Darunter waren 12 (1,3 %) Ausländer.
Nach dem Lebensalter waren 165 Einwohner unter 18 Jahren, 375 zwischen 18 und 49, 216 zwischen 50 und 64 und 150 Einwohner waren älter.
Die Einwohner lebten in 354 Haushalten. Davon waren 90 Singlehaushalte, 96 Paare ohne Kinder und 132 Paare mit Kindern, sowie 33 Alleinerziehende und 3 Wohngemeinschaften. In 60 Haushalten lebten ausschließlich Senioren und in 240 Haushaltungen lebten keine Senioren.
Historische Religionszugehörigkeit
- 1885: 562 evangelische (= 99,47 %), 3 katholische (= 0,53 %) Einwohner[1]
- 1961: 554 evangelische (= 87,24 %), 73 katholische (= 11,50 %) Einwohner[1]

## Kultur und Sehenswürdigkeiten

### Vereine
Der Ort verfügt über die im Jahr 1934 gegründete Freiwillige Feuerwehr Nauheim (seit dem 1. März 1973 mit Jugendfeuerwehr). Es besteht seit dem Jahr 1896 ein Turnverein in Nauheim, welcher mehrmals mit seiner Indiacagruppe Hessenmeister und zweimal bei Deutschen Meisterschaften Vizemeister wurde. Der Sportverein, der im Jahr 1962 gegründet worden ist, hat eine sehr erfolgreiche Kegelabteilung. Des Weiteren gibt es noch einen Gesangverein sowie eine VdK-Ortsgruppe.

### Bauwerke
- Fachwerkhaus Mittelstraße 1
- Fachwerkhaus Mittelstraße 2
- Fachwerkhaus Oranienstraße 35

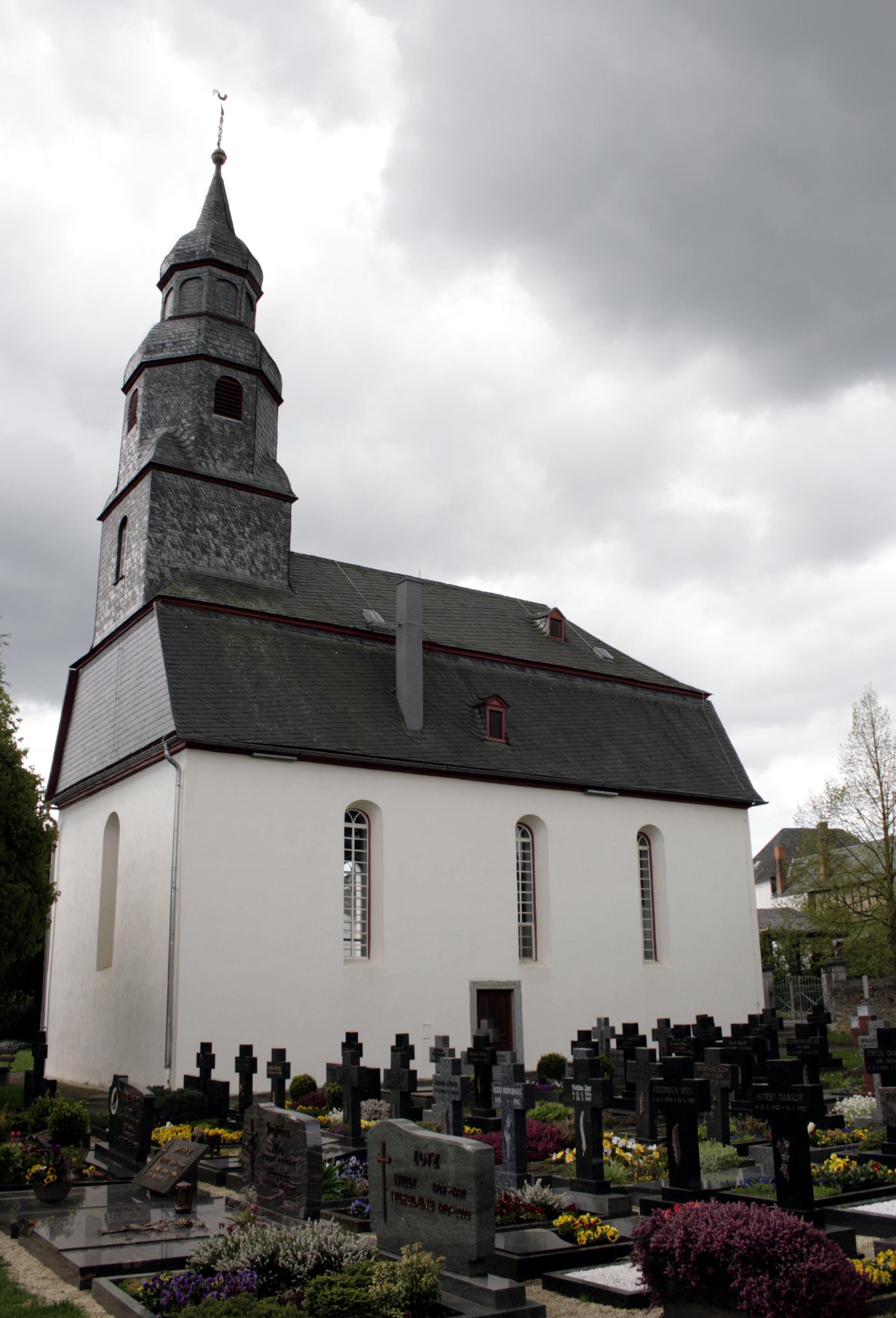
Kirche und Friedhof
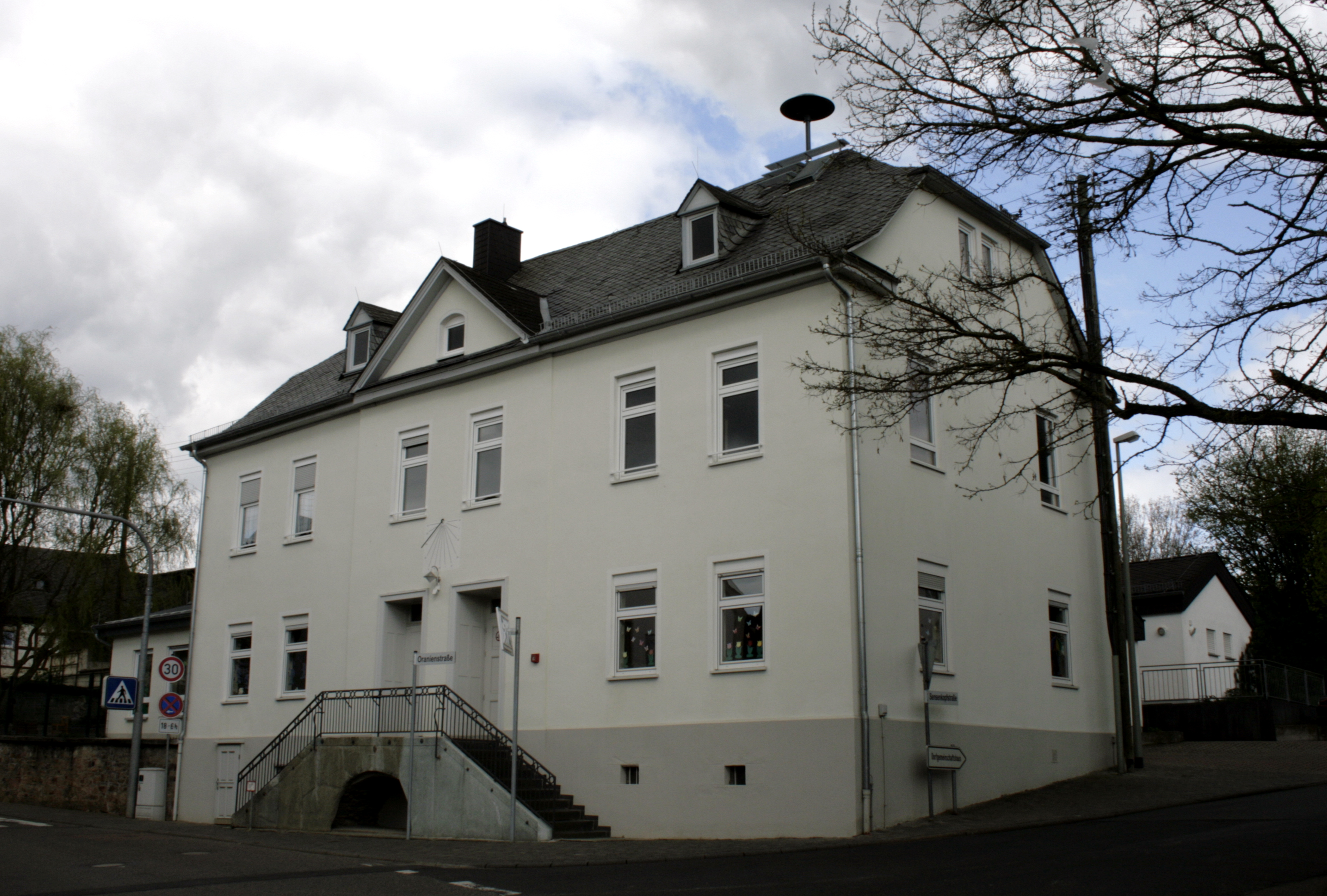
Alte Schule, heute Kindergarten

## Infrastruktur
In Nauheim sorgt die Freiwillige Feuerwehr Nauheim, gegr. 1934 (seit 1. März 1973 mit ihrer Jugendfeuerwehr) für den abwehrenden Brandschutz und die allgemeine Hilfe in diesem Ort.